# Архієпархія Фуллі
Архієпархія Фуллі (лат . Archidioecesis Phullitana) — закрита кафедра Константинопольського патріархату та титулярна кафедра католицької церкви.

## Історія
Фуллі, ідентифікований з українським містом Старий Крим (25 км. на захід від Феодосії) в Криму, є стародавнім автокефальним архієпископством римської провінції Зехія у Константинопольському патріархаті.
Єпархія вперше згадується в Notitia Episcopatuum 3, датованій кінцем VIII і першою половиною IX ст.; однак ця згадка здавалася б гіпотетичною або малоймовірною в цей період. Місце постійно згадується в Notitiae Episcopatuum патріархату з X по XIV ст.; у синодальних списках XII століття та в Notitiae XII-XIII ст. місце з'єднується з місцем Сугдеї з іменем Сугдупуллої; цей союз, ймовірно, відбувся за часів патріарха Миколи III Граматика (1084-1111).
Відомий анонімний архієпископ Фуллі, який брав участь у двох засіданнях патріаршого синоду 20 і 21 березня 1082 року. Архієпископи Сугдупуллої описані в патріарших синодах 1117, 1168 і 1169 років.
З 1929 року Фуллі входить до числа титулярного архієпископського престолу Католицької Церкви; місце було вакантним з 3 липня 1976 року. Останнім його власником був Віллем Пітер Адріан Марія Мутсартс, колишній єпископ Гертогенбос.

## Хронотаксис

### Грецькі архієпископи
- Анонім † (згадується 1082 р.)

### Титулярні архієпископи
- Френсіс Джозеф Бекман † (помер 11 листопада 1946 — 17 жовтня 1948)
- Габріеле Мартеліно Рейес † (25 серпня 1949 — 13 жовтня 1949, наступник архієпископа Маніли)
- Паскуале Морес † (помер 31 січня 1950 — 15 травня 1960)
- Віллем Пітер Адріан Марія Мутсартс † (помер 27 червня 1960 — 16 серпня 1964)

## Зовнішні посилання
- (англ.) La sede titolare su Catholic Hierarchy
- (англ.) La sede titolare su Gcatholic